# Крекінг-установка Пойнт-Комфорт (2019)
Крекінг-установка Пойнт-Комфорт — нове нафтохімічне виробництво, яке станом на 2018 рік споруджується тайванською компанією Formosa Plastics Corporation на своєму майданчику в Техасі.
З середини 1990-х в районі Пойнт-Комфорт (на узбережжі затоки Лавака, на півдороги між Х’юстоном та південнотехаським Корпус-Крісті) діяло піролізне виробництво етилену, що належить Formosa Plastics. Тим часом у 2010-х роках внаслідок «сланцевої революції» на узбережжі Мексиканської затоки з’явився великий додатковий ресурс етану, який сепарують із багатого на гомологічні наступники метану природного газу. Як наслідок, почалось створення розрахованих на етан нових установок парового-крекінгу, першими з яких були виробництва у Фріпорті та Корпус-Крісті. Тайванський концерн, на майданчику якого в Пойнт-Комфорт до того переважала змішана сировина (зріджені вуглеводневі гази/газовий бензин) також ухвалив рішення про використання етану шляхом спорудження третьої піролізної установки. 
Роботи над проектом почались восени 2015-го, а введення об’єкту в експлуатацію очікується у 2019-му (з певним запізненням проти первісно встановленого строку грудень 2017-го). Його потужність складатиме 1,25 млн тонн етилену на рік, що ненадовго поступатиметься сукупному показнику двох існуючих установок.
Разом з установкою споруджуються розраховані на використання етилену виробництва поліетиленової гуми та поліетилену високого тиску.
Також можна відзначити, що Formosa Plastics планує до кінця 2010-х розпочати будівництво ще однієї установки парового крекінгу в регіоні Мексиканської затоки, обравши для цього майданчик у штаті Луїзіана між Батон-Руж та Новим Орлеаном.